# 埃米尔·克莱尔
埃米尔·克莱尔（法語：Émile Clerc，1934年6月5日—），法国男子赛艇运动员。他曾代表法国参加世界赛艇锦标赛，获得一枚银牌。他也曾参加1956年、1960年和1964年夏季奥运会。